# Miguel Rodríguez
Miguel Rodríguez é um jogador paralímpico espanhol de tênis de mesa, campeão nacional em 2011 e 2012. Participou dos Jogos Paralímpicos de 2012 e conseguiu o diploma paralímpico depois de ter sido eliminado por um mesatenista francês.